# Have It All
Have It All é o álbum de estreia de estúdio do cantor estadunidense AJ McLean. O seu lançamento ocorreu primeiramente no Japão, em 20 de janeiro de 2010 e posteriormente em outros países. Have It All contém todas as suas faixas compostas por McLean, exceto seu single principal "Teenage Wildlife", lançado dois dias antes do álbum, que contou com um vídeo musical correspondente dirigido por Wade Robson. Em 12 de maio de 2010, o álbum recebeu uma edição deluxe intitulada Have It All -Special Edition- contendo faixas bônus e material em DVD.

## Antecedentes e gravação
No início dos anos 2000, McLean iniciou seu trabalho como solista fora de seu grupo Backstreet Boys, ao realizar apresentações sob o alter ego de Johnny No Name. Em março de 2008, ele começou a realizar concertos sem o alter ego, onde incluiu em seu repertório, canções produzidas para seu primeiro álbum de estúdio. Na ocasião, foi anunciado também que McLean iria lançar um álbum completo até o fim daquele ano. Entretanto, seu primeiro álbum intitulado Have It All, só seria lançado no início do ano de 2010.  
McLean revelou que uma das primeiras faixas a serem compostas para o álbum foi "London", através de uma inspiração vinda de uma visita sua à cidade. Para a produção de Have It All, ele trabalhou com o vocalista da banda OneRepublic, Ryan Tedder, os produtores Dan Muckala e Kristian Lundin, além do ex-membro do grupo N'Sync, JC Chasez. Este último revelou que havia escrito a faixa "Teenage Wildlife" há muitos anos antes e que esteve esperando encontrar o artista certo para gravá-la. Quando soube que McLean estava escrevendo um álbum, ele ofereceu a canção para ele, que a  aprovou quando ouviu pela primeira vez, a tornando mais tarde, a faixa título do álbum. Ademais, muito do material composto por Lundin também foi co-escrito por Carl Falk, seu parceiro de longa data. 
McLean descreve musicalmente o álbum como: "algo que os fãs do Backstreet Boys vão notar, graças à sua vibe levemente picante". E o considera um cruzamento de gêneros musicais "entre um pouco de rock, funk e um pouco de dance", sobre a concepção de Have It All ele declarou para a MTV: "É um álbum bem completo. Estou realmente orgulhoso disso e trabalho nele há quase cinco anos. Será um ótimo, ótimo álbum".

## Lista de faixas
| Have It All - edição padrão |                              |                                     |                       |         |  |
| N.º                         | Título                       | Compositor(es)                      | Produtor(es)          | Duração |  |
| 1.                          | "Teenage Wildlife"           | JC Chasez Jimmy Harry Simon Wilcox  | JC Chasez Jimmy Harry | 3:16    |  |
| 2.                          | "Have It All"                | AJ McLean Kristian Lundin Carl Falk | Lundin Falk           | 3:24    |  |
| 3.                          | "London"                     | McLean Lundin Falk                  | Lundin Falk           | 3:15    |  |
| 4.                          | "Gorgeous"                   | McLean Lundin                       | Lundin                | 3:28    |  |
| 5.                          | "What If?"                   | McLean Lundin                       | Lundin                | 3:53    |  |
| 6.                          | "Drive by Love"              | McLean Lundin Falk                  | Lundin Falk           | 3:24    |  |
| 7.                          | "Love Crazy"                 | McLean Chasez David Maurice         | Chasez Maurice        | 3:58    |  |
| 8.                          | "Sincerely Yours"            | McLean Dan Muckala Lindy Robbins    | Muckala               | 3:38    |  |
| 9.                          | "I Quit"                     | McLean Muckala Ben Glover           | Muckala               | 2:48    |  |
| 10.                         | "I Hate It When You're Gone" | McLean Muckala Regie Hamm           | Muckala               | 3:24    |  |
| 11.                         | "What It Do"                 | McLean Mark Hudson                  | Mark Hudson           | 4:06    |  |
| Duração total:              | Duração total:               | Duração total:                      | Duração total:        | 38:33   |  |

| Have It All - faixa bônus da edição padrão japonesa |                |                                |                |         |  |
| N.º                                                 | Título         | Compositor(es)                 | Produtor(es)   | Duração |  |
| 12.                                                 | "Mr. A"        | McLean Lundin Falk Rami Yacoub | Lundin Falk    | 3:02    |  |
| Duração total:                                      | Duração total: | Duração total:                 | Duração total: | 41:36   |  |

| Have It All -Special Edition- faixas bônus |                                          |                                    |              |         |  |
| N.º                                        | Título                                   | Compositor(es)                     | Produtor(es) | Duração |  |
| 13.                                        | "Teenage Wildlife" (K. Ando O.H.C remix) | JC Chasez Jimmy Harry Simon Wilcox | Chasez Harry | 6:23    |  |
| 14.                                        | "Teenage Wildlife" (acapella)            | Chasez Harry Wilcox                | Chasez Harry | 3:16    |  |

| Conteúdo bônus em DVD – Edição CD+DVD japonesa |                                    |         |  |
| N.º                                            | Título                             | Duração |  |
| 1.                                             | "Teenage Wildlife" (Vídeo musical) |         |  |
| 2.                                             | "Behind the Scenes"                |         |  |
| 3.                                             | "Have It All EPK"                  |         |  |
| 4.                                             | "Album Photo Shoot"                |         |  |
| 5.                                             | "Short Film #1 (A Date With A.J.)" |         |  |
| 6.                                             | "Short Film #2 (The House)"        |         |  |
| 7.                                             | "Short Film #3 (L.A. Tour)"        |         |  |
| 8.                                             | "Promo Trip in Japan EPK"          |         |  |

## Desempenho nas tabelas musicais

### Posições semanais
| Tabela musical (2010–2011)               | Melhor posição |
| ---------------------------------------- | -------------- |
| Japão - Billboard Japan Top Albums Sales | 40             |
| Japão - Oricon Albums Chart              | 31             |
| Taiwan - G-Music Western Albums Chart    | 16             |

## Histórico de lançamento
| Região | Data                  | Formato                    | Gravadora  | Edição                        | Ref.   |
| ------ | --------------------- | -------------------------- | ---------- | ----------------------------- | ------ |
| Japão  | 20 de janeiro de 2010 | CD download digital        | Avex Group | Have It All                   | [ 7 ]  |
| Japão  | 12 de maio de 2010    | CD CD+DVD download digital | Avex Group | Have It All -Special Edition- | [ 13 ] |